# Mingay
Ne doit pas être confondu avec Mingulay.
Mingay est une île du Royaume-Uni située en Écosse.